# Palácio de Fuensalida
O Palácio de Fuensalida é um palácio situado na cidade de Toledo, na Espanha. É a atual sede do Governo de Castela-Mancha.

## História
O Palácio de Fuensalida foi mandado construir por Pero Lopes de Ayala, 1º Conde de Fuensalida, no começo do século XV. O Palácio foi erguido combinando os estilos gótico, plateresco e mudéjar. Durante o século XVI, foi sede da corte da imperatriz Isabel de Portugal, enquanto era concluída a reconstrução do Alcázar de Toledo. Em 30 de abril de 1539, a imperatriz viria a falecer neste palácio.
Após a mudança da Corte para Madrid, diversas casas senhoriais, incluindo o Palácio de Fuensalida, acabaram ficando em estado de abandono.
Em 15 de março de 1962, foi declarado oficialmente como monumento histórico e artistico pelo Governo da Espanha.
Atualmente, é a sede da Presidência da Junta de Comunidades de Castela-Mancha, e lugar onde são celebrados os encontros do Conselho de Governo. Em 2007, passou por obras de restauração e reabilitação em seu interior.
Desde 2011, após a restauração do Palácio, o Governo regional tem aumentado o seu uso cultural, promovendo exposições e outras atividades culturais, incorporando-o também ao circuito da Rede de Pátios Toledanos.